# 交響曲第7番 (バックス)
交響曲第7番は、アーノルド・バックスが1939年に完成させた交響曲。バックスの最後の交響曲となった。

## 概要
バックスは1938年に本作の作曲に取り掛かり、1939年1月に全曲を完成させた。前作までと同様、スコットランドのモラーでの完成となった。作曲期間中に1939年のニューヨーク万博のために作品を委嘱するという案件が舞い込み、曲は「アメリカの人々」へと捧げられることになった。この話がなければ、指揮者のベイジル・キャメロンへと献呈される予定であったという。
バックスは本作の完成後10年以上生きているが、再び交響曲作曲の筆を執ることはなかった。この作品に「別れ」のメッセージが見出されるという見解もある。バックスが本作の完成直後に著した自叙伝の表題も「さらば、わが青春」（Farewell, My Youth）であった。本作全体がバックスの交響曲群のエピローグであるともいえる。

## 楽器編成
ピッコロ、フルート3、オーボエ2、コーラングレ、クラリネット3、バスクラリネット、ファゴット2、コントラファゴット、ホルン4、トランペット3、トロンボーン3、チューバ、バスドラム、テナードラム、スネアドラム、タンバリン、シンバル、ゴング、トライアングル、グロッケンシュピール、ハープ、弦五部。

## 楽曲構成

### 第1楽章
Allegro – Poco largemente – Tempo I
60小節の序奏で開始し、全休止を挟んで主部に入る。第1主題群の提示に続いて序奏部の材料が回帰し、その後の緩やかな進行の頂点でワーグナーの『トリスタンとイゾルデ』からの引用が奏される。最後はティンパニが轟く中で主題が回想されて静まっていく。

### 第2楽章
Lento – Più mosso. In Legendary Mood – Tempo I
三部形式。交響曲第4番同様に海を描くが、その描写は抑制の度が高まり成功を収めている。最初の部分では3つの材料が代わるがわる現れ、ヴァイオリンの独奏から速度の速い中間部に入る。ここでは「伝説的な雰囲気で」との指示がされているが、その具体的な内容は明かされていない。最初の部分へと戻って楽章を終える。

### 第3楽章
Theme and Variations: Allegro – Andante – Tempo I – Epilogue (Sereno)
主題と7つの変奏で構成される。32小節の祝典的な前奏に続き、落ち着いた主題が低弦から示されて変奏されていく。最後の変奏はエピローグであり、落ち着いた雰囲気の中で終わりがもたらされる。バックスの交響曲創作を締めくくるに相応しい幕切れを迎える。